# استینیانو
استینیانو (به ایتالیایی: Stignano) یک منطقهٔ مسکونی در ایتالیا است که در استان رجو کالابریا واقع شده‌است.

## خصوصیات
استینیانو ۱۷٫۳ کیلومترمربع مساحت و ۱٬۳۷۲ نفر جمعیت دارد و ۳۴۳ متر بالاتر از سطح دریا واقع شده‌است.